# Вернер I фон Фалкенщайн
Вернер I фон Фалкенщайн (на немски: Werner I von Falkenstein; * ок. 1234 или 1237; † между 25 май 1298 и 22 септември 1300) е благородник от фамилията Фалкенщайн, господар на замъка „Фалкенщайн“ в Пфалц.

## Произход
Той е големият син на Филип I фон Фалкенщайн († 1271) и съпругата му Изенгард фон Мюнценберг († сл. 1270), дъщеря наследничка на Улрих I фон Мюнценберг († 1240) и Аделхайд фон Цигенхайн († 1226). Внук е на Вернер III фон Боланден († 1221) и съпругата му Агнес фон Изенбург-Браунсберг. По-малкият му брат е Филип II фон Фалкенщайн († 1293).

## Фамилия
Първи брак: с жена с неизвестно име и има с нея една дъщеря:
- Гизела фон Фалкенщайн († 6 март 1280), омъжена за Йохан I († сл. 1306), господар на Льовенберг, син на Хайнрих I фон Хайнсберг

Втори брак: пр. март 1266 г. с Матилда фон Диц (* ок. 1238; † 3 декември 1288), дъщеря на граф Герхард II фон Диц († 1266) и Агнес фон Сарверден († 1277). Те имат децата:
- Филип III фон Фалкенщайн (ок. 1257; † 1322), женен I. 1287 г. за Мехтилд/Матилда фон Епенщайн († пр. 1303), II. сл. 1303 г. за Лукарда фон Изенбург-Бюдинген († 1309), III. 1309 г. за Матилда фон Хесен († сл. 1332)
- Куно I фон Фалкенщайн († сл. 1330), женен за Вилебург фон Брухзал
- Вернер фон Фалкенщайн († сл. 1293)
- Улрих фон Фалкенщайн († сл. 1317)
- Изенгард (1260 – сл. 1316), омъжена пр. 18 декември 1290 г. за Зигфрид фон Епщайн († 1332), син на Готфрид III фон Епщайн
- Гизела фон Боланден-Фалкенщайн-Мюнценберг († 6 март 1280/1287), омъжена за Йохан I фон Хайнсберг-Льовенберг († сл. 1306), син на Хайнрих I фон Хайнсберг